# Macaretaera
Macaretaera és un gènere monotípic d'arnes de la família Crambidae descrit per Edward Meyrick el 1886. Conté només una espècie, Macaretaera hesperis, descrita pel mateix autor el mateix any, que es troba a l'Índia, Vietnam, Austràlia (Queensland), Papua Nova Guinea i a Fiji.